# Gerhard Brunn
Gerhard Brunn (* 10. Juli 1939 in Köln) ist ein deutscher Historiker.

## Leben und Wirken
Brunn studierte Geschichte, Politologie und Soziologie an den Universitäten Göttingen, Rio de Janeiro und Köln. Er wurde 1967 in Köln promoviert und war Mitglied der Forschungsabteilung des Historischen Seminars der Universität zu Köln. Es folgte seine Habilitation. Von 1990/1993 bis 2004 lehrte er als Jean-Monnet-Professor für Europäische Regionalgeschichte (Schwerpunkt Süd- und Westeuropa) an der Universität Siegen. Er war dort auch Direktor des Instituts für Europäische Regionalforschungen (IFER).
Seine Forschungs- und Arbeitsschwerpunkte sind die Geschichte Europas als Geschichte kleinerer Räume, regionales Bewusstsein, Konstruktion regionaler Identität im Zeitalter der Nationalstaaten und die Geschichte der europäischen Integration unter verschiedenen Perspektiven.
Brunn ist verheiratet mit der Politikerin Anke Brunn.

## Schriften (Auswahl)
- Die Europäische Einigung. Von 1945 bis heute. Reclam, Stuttgart 2002; 3., überarbeitete und aktualisierte Auflage, Stuttgart 2009, ISBN 978-3-15-018644-2; 5. Auflage, Ditzingen 2020.
- (Hrsg.): Sein Feld war die Welt. Johann Moritz von Nassau-Siegen (1604–1679). Von Siegen über die Niederlande und Brasilien nach Brandenburg. Waxmann, Münster 2008, ISBN 978-3-8309-1682-6.
- (Hrsg.): Aufbruch in neue Welten: Johann Moritz von Nassau-Siegen (1604–1679), der Brasilianer. Ausstellung „Aufbruch in Neue Welten. Johann Moritz von Nassau-Siegen, der Brasilianer (1604–1679)“ der Johann-Moritz-Gesellschaft Siegen e.V., 16. Januar bis 29. Februar 2004, Johann-Moritz-Gesellschaft, Siegen 2004, ISBN 3-9805760-9-4.
- mit Jürgen Reulecke: Kleine Geschichte von Nordrhein-Westfalen. 1946–1996. Kohlhammer, Köln/Stuttgart/Berlin 1996.
- Brasilien. Fackelträger, Hannover 1974.
- Deutschland und Brasilien (1889–1914). Böhlau, Köln/Wien 1971 (zugl. phil. Diss. Köln 1967).